# Bertoldo IV de Merânia
Bertoldo IV da Morávia (1153 – Dießen, 12 de agosto de 1204) foi o primeiro duque da Morávia e conde da Andechs desde 1172 zona da Costa da Dalmácia e da Istria.
Em 1175 foi nomeado marquês da Ístria e alguns anos mais tarde, em 1185 foi feito duque da Morávia.

## Relações familiares
Foi filho de Bertoldo III da Morávia (1110 - 14 de novembro de 1188) e de Edviges de Wittelsbach. Foi casado com Inês de Wettin (? - 1195), duquesa da Morávia pelo casamento e pertencente à linhagem e à Dinastia Wettin, de quem teve:
1. Gertrudes da Morávia (1185 - 24 de Setembro de 1213) casada com André II da Hungria, rei da Hungria;
2. Hedwig de Andechs casada com Henrique I, o Barbudo (1163 - 19 de Março de 1238);
3. Inês Maria de Andechs-Morávia, rainha de França pelo seu casamento com Filipe II de França;
4. Oto I da Morávia (1180 -?), duque da Morávia e sucessor de seu pai casou com Beatriz II da Borgonha.